# Alois Giefer
Alois Giefer (* 9. September 1908 in Frankfurt am Main; † 5. Dezember 1982 ebenda) war ein deutscher Architekt.

## Leben
Giefer studierte an der Technischen Hochschule Berlin bei Hans Poelzig, nach dem Zweiten Weltkrieg gründete er mit Hermann Mäckler in Frankfurt am Main ein Architekturbüro. Beide waren in der Architekturdebatte der Nachkriegsjahre engagiert, wobei sie sich gegen die Wiederbelebung ornamentaler und historisierender Formen aussprachen und mit Walter Gropius für eine Anknüpfung an die vom NS-Regime unterbrochene Tradition des Bauhauses und dessen funktionaler Ästhetik eintraten. Giefer war im Vorstand (zeitweise Vorsitzender) des BDA (Bund Deutscher Architekten) und des Deutschen Werkbunds, sowie langjähriger Vorsitzender des Frankfurter Kunstvereins.

## Leistungen
Die Arbeiten der Sozietät Giefer und Mäckler gehören zu den stilbildenden Bauwerken der ersten  Nachkriegsjahrzehnte. Der Wiederaufbau des Frankfurter Kaiserdoms bildete den Auftakt zu einer Reihe neuer Kirchenbauten; es entstanden Schulen, Krankenhäuser, Bibliotheken und Universitätsgebäude, darunter der Neubau des berühmten Instituts für Sozialforschung unter Horkheimer und Adorno. Daneben baute Giefer auch Privathäuser für befreundete Künstler und Intellektuelle, wie Eugen Kogon, Walter Dirks, Hans Leistikow, Kasimir Edschmid, Iring Fetscher u. a. Die Beteiligung an der Interbau in Berlin 1957 und am deutschen Pavillon der Weltausstellung in Brüssel machte Giefer auch international bekannt. Größte Baustelle des Büros war der Flughafen Frankfurt Main, für dessen Planung Giefer und Mäckler 1950 den ersten Preis in einem Architektenwettbewerb gewonnen hatten und der aufgrund ständiger Anpassungen an die explodierenden Fluggastzahlen erst 20 Jahre später eröffnet wurde.

## Wichtige Bauten
- Aufbau eines Büro- und Kinogebäudes Steinweg (früher: Hotel zum Schwan) in Frankfurt am Main (1949)
- Wiederaufbau des Frankfurter Kaiserdoms St. Bartholomäus (1950–1953)
- Verwaltungsgebäude „Zipp-Haus“ in Frankfurt am Main (1950)
- Institutsgebäude des Frankfurter Instituts für Sozialforschung (1951)
- Rhein-Main-Flughafen in Frankfurt (1950–1972)
- Maria-Hilf-Kirche in Frankfurt am Main (1951)
- Privathaus Fonrobert in Frankfurt am Main (1953)
- Privathaus Giefer in Frankfurt am Main (1953)[1]
- Allerheiligenkirche in Frankfurt (1953)
- Mädchenwohnheim in Frankfurt am Main, Buchgasse 3
- Haus „Fries“ in Frankfurt am Main, Mörfelder Landstraße 250
- Interbau in Berlin-Hansaviertel: Wohnhausgruppe Händelallee 43/47 (1957)
- St.-Katharinen-Krankenhaus in Frankfurt am Main (1957–1958)
- Alfred-Delp-Haus in Frankfurt am Main (1958)
- Katholische Kuratiekirche Hl. Geist in Würzburg (1958)
- Deutsche Bibliothek in Frankfurt am Main (1959), nach Verkauf an die KfW im Jahre 2004 abgerissen
- Deutsche Schule in Madrid (1958)
- Katholische Kirche St. Petrus Canisius in Oberstedten (1964)
- Katholische Kirche St. Matthias in Frankfurt am Main (1965)
- Chemische Staatsinstitute in Hamburg (1968)
- Erweiterungsbau des Flughafens Frankfurt am Main (1973)
- Rekonstruktion und Ausbau des Leinwandhauses am Weckmarkt in Frankfurt am Main (1980–1983)

## Zitat
„Bauen war schon immer ein politischer Prozeß und ist es heute mehr denn je. Stillstand ist unmöglich, haltloses Wuchern bedeutet Lebensgefahr. Bauen ist ein Spiegel unsrer Zeit, unserer Unentschiedenheit und Zukunftsangst. Unsre Hoffnungen und Wünsche, unsre Träume und ungelösten Probleme, alles wird hier sichtbar.“

## Auszeichnungen
Im November 1954 wurden die Maria-Hilf-Kirche, die Allerheiligenkirche, das Mädchenwohnheim und das Haus „Fries“ (alle in Frankfurt am Main) von einer Jury, die vom Bund Deutscher Architekten und dem Hessischen Minister der Finanzen einberufen war, als „vorbildliche Bauten im Lande Hessen“ ausgezeichnet. Der Jury gehörten folgende Architekten an: Werner Hebebrand, Konrad Rühl, Sep Ruf und Ernst Zinsser.

## Schriften
- (als Herausgeber): Planen und Bauen im neuen Deutschland. Westdeutscher Verlag, Opladen 1960.
- Gebautes und Erlebtes. Selbstverlag, Frankfurt am Main 1982.